# Microtus dogramacii
Microtus dogramacii là một loài động vật có vú trong họ Cricetidae, bộ Gặm nhấm. Loài này được Kefelio & Kryštufek miêu tả năm 1999.